# La Zanzara
La Zanzara est une émission de radio sur Radio 24 animée par Giuseppe Cruciani et David Parenzo.  
Le programme a été basé sur des principalement sur le commentaire des faits de la politique italienne, de l'actualité, les controverses et les commentaires du public à la maison, qui intervient directement. Le programme se caractérise par le langage souvent vulgaire des deux animateurs, qui utilisent le mot "Cazzo" et d'autres de la même catégorie très fréquemment. De plus, dans le style typique du quotidien Sole24Ore, ils mélangent l'italien et l'anglais comme dans un patois créole : okkei, la lokescion, il timmm, il breekk-taimm. L'émission garde une tendance vers l'extrême-droite, en proposant des sujets étant discriminants, et laissant place au racisme. 

## Histoire
Giancarlo Santalmassi, qui a pris ses fonctions de directeur de Radio 24 en octobre 2005, a demandé à Giuseppe Cruciani d’inventer un nouveau programme.
Santalmassi avait en tête le modèle de ses inventions radiophoniques telles que Zapping ou Helzapoppin, mais il laissa néanmoins une liberté absolue à Cruciani, qui choisit le nom du programme inspiré du morceau de musique Le vol du bourdon et le titre du journal étudiant homonyme du Lycée Giuseppe Parini de Milan, qui en 1966, année de naissance du même Cruciani, était le protagoniste d'un processus de presse obscène et de corruption de mineurs, pour une enquête sur la sexualité au cours de laquelle des mineurs étaient interrogés.
L'émissione a  commencé le 9 janvier 2006, en pleine campagne électorale pour les élections politiques italiennes de 2006.
En 2008, pendant une remise des prix au Casino Saint-Vincent, Kay Rush a récompensé le programme le Grolla d'Oro pour la "meilleure émission de la soirée".

## Prix
- 2008 - Grolla d'oro
- 2011 - Premio Cuffia d'Oro[1].
- 2012 - Premio Satira Politica[2]
- 2012 - Premio Cuffia d'Oro[3]
- 2013 - Premiolino
- 2013 - Ambrogino d'oro
- 2014 - Premio Cuffia d'Oro
- 2015 - Premio Cuffia d'Oro